# Quella chiara notte d'ottobre
Quella chiara notte d'ottobre è un film del 1970, diretto da Massimo Franciosa che vede, quali attori protagonisti, Silvano Tranquilli, Don Backy e Irina Demick.

## Trama
Una donna, probabilmente insoddisfatta della propria vita familiare ed affettiva, soffre di strane allucinazioni. Vede se stessa in compagnia del marito che, durante tali incubi, si rivolge a lei come se fosse la colf della casa. Frastornata e peraltro impaurita per il proprio stato di salute mentale, la donna incontra casualmente un suo ex fidanzato. Fra i due sembra rinascere la passione e lo stato di salute della donna sembra subito migliorare. Una sera i due amanti assistono, però, ad un omicidio. La cosa, anziché legarli nel segreto, finisce col dividerli. Recuperato un minimo di rapporto con suo marito, un giorno, la donna, incontra casualmente l'omicida in aeroporto. Di fronte a tale visione fa finta di nulla e, anzi, all'uscita dell'aeroporto, gli salva la vita, urlandogli di fare attenzione proprio mentre una macchina sta per investirlo a gran velocità.